# Hans Pischner
Hans Pischner, né le 20 février 1914 à Breslau et mort le 15 octobre 2016 à Berlin, est un claveciniste, musicologue, directeur d'opéra et homme politique de la République démocratique allemande.

## Biographie
Hans Pischner est le fils d'un facteur de piano et d'une professeure de piano. En 1931, il reçoit une formation de facteur de piano et il prend des cours de cet instrument, puis de clavecin et étudie la musicologie à l'université de Breslau. De 1934 à 1939, il mène une carrière de claveciniste et enseigne la musique.
Soldat pendant la Seconde Guerre mondiale, il est fait prisonnier en Union soviétique. À son retour de captivité en 1946, il enseigne à l'École supérieure de musique de Weimar. Il est sollicité en 1954 par Johannes R. Becher pour rejoindre le ministère de la Culture, où il est chef du Département de musique de 1954 à 1956, puis de vice-ministre de 1956 à 1963.
En 1963, Hans Pischner est nommé directeur du Deutsche Staatsoper, fonction qu'il exerce pendant deux décennies. Il fait connaître de jeunes solistes comme Peter Schreier ou Anna Tomowa-Sintow. Il met au répertoire de l'opéra bien des œuvres de compositeurs contemporains comme Chostakovitch ou Paul Dessau que des pièces baroques, notamment de Bach et Haendel.
De 1970 à 1978, il est vice-président de l'Académie des arts de Berlin et de 1975 à 1990, il préside la Neue Bach Gesellschaft (Nouvelle societé Bach).
De 1977, il succède à Max Burghardt à la présidence du Kulturbund der DDR et occupe cette fonction jusqu'à la dissolution de l'association en 1989.
Membre du Parti socialiste unifié d'Allemagne (SED) dès 1946, il était membre du comité central du parti dans les années 1980.

## Distinctions
- 1961: Prix national de la République démocratique allemande 3e classe pour l'art et la littérature
- 1962: Médaille Johannes-R.-Becher
- 1973: Ordre du Mérite patriotique en or
- 1976: Prix national de la République démocratique allemande 1re classe pour l'art et la littérature
- 1979: Étoile de l'amitié des peuples en or
- 1989: Ordre de Karl-Marx
- 1999: Ordre du Mérite de la République fédérale d'Allemagne